# Maurice Rapin (peintre)
Pour les articles homonymes, voir Maurice Rapin et Rapin.
Maurice Rapin né à Paris le 30 juin 1927 et mort le 11 octobre 2000 à Vélizy-Villacoublay est un peintre français.

## Biographie
Maurice Rapin est né le 30 juin 1927 au 110, rue de Reuilly  à Paris. Il a une sœur, Monique. Il étudie les mathématiques et la biologie,. Peintre surréaliste, admirateur passionné de René Magritte avec qui il entretient une correspondance au long cours, il est proche d'André Breton avec lequel il finira par prendre ses distances. Son amitié avec Clovis Trouille se traduit par une relation épistolaire suivie.
Rapin est un membre fondateur du groupe surréaliste de la place Blanche, du mouvement surréaliste populaire et du Salon Figuration Critique. Il y côtoie entre autres Yak Rivais, André Chabot, Sami Ben Ameur, Jean-Pierre Duprey et Mirabelle Dors, qui deviendra sont épouse. 
Mort le 10 octobre 2000 à Vélizy-Villacoublay, il est inhumé à Paris au cimetière de Bercy.
Ses archives, avec celles de Mirabelle Dors, sont conservées à Paris à la bibliothèque de l'Institut national d'histoire de l'art.

## Œuvre
Ses œuvres des années 1950 inaugurent son concept de « trompe-l'œil provoqué » ; réalisées généralement sur des panneaux de bois ou d'isorel, de larges bandes étalent des formes anthropomorphes qui se détachent de fonds en dégradés, formes qui deviendront plus allusives et plus texturées dans les années 1970. À partir de 1980, la figure devient centrale dans son étude du mouvement et du relief. Des personnages aux traits génériques ou empruntés à des personnalités médiatiques occupent un espace pictural donnant une illusion de diorama.

## Expositions
- 1954 : À l'Étoile scellée, Paris, avec Juan Andralis et Jean-Pierre Duprey[6]
- 1960 : Salon des surindépendants.
- 1978 : Salon de la Figuration critique, Paris[3].
- 1983 : Foire internationale d'art contemporain.
- 1992 : musée des Beaux-Arts de Mons, commissariat de Xavier Cannone.
- 1993 : galerie Riedel, Paris[3].
- 2017 : galerie Detais/Sabine Bayasli, Paris.